# Ferrari 150° Italia
Ferrari 150° Italia (początkowo Ferrari F150 i Ferrari F150th Italia) – bolid teamu Scuderia Ferrari na sezon 2011. Został on zaprezentowany 28 stycznia 2011 we włoskim mieście Maranello w siedzibie zespołu Ferrari. Liczba 150 w oznaczeniu bolidu nawiązuje do 150. rocznicy zjednoczenia Włoch. Swoje pierwsze jazdy próbne (tzw. shakedown) bolid odbył w dniu prezentacji na prywatnym torze testowym Fiorano, a za kierownicą jako pierwszy zasiadł Fernando Alonso. Dzień później bolid wyjechał na tor Fiorano podczas imprezy zorganizowanej dla fanów zespołu Ferrari, tym razem bolid poprowadził Felipe Massa. Jego pierwsze oficjalne testy odbyły się 1 lutego 2011 na położonym w hiszpańskiej Walencji torze Circuit Ricardo Tormo. Początkowo bolid nosił oznaczenie Ferrari F150, jednak, po wytoczeniu przez Forda zespołowi Ferrari procesu o bezprawne użycie zastrzeżonego znaku towarowego, zespół przemianował bolid na Ferrari F150th Italia, a następnie na Ferrari 150° Italia.

## Wyniki
| Legenda oznaczeń w tabelach wyników Wyświetl szablon na nowej stronie | Legenda oznaczeń w tabelach wyników Wyświetl szablon na nowej stronie                                                                     |
| Oznaczenie                                                            | Wyjaśnienie |
| --------------------------------------------------------------------- | --- |
| Złoty                                                                 | Zwycięzca lub mistrzostwo |
| Srebrny                                                               | 2. miejsce lub wicemistrzostwo |
| Brązowy                                                               | 3. miejsce lub II wicemistrzostwo |
| Zielony                                                               | Ukończył, punktował (w klasyfikacji generalnej, gdy zdobył co najmniej jeden punkt na przestrzeni sezonu, poza trzema powyższymi opcjami) |
| Niebieski                                                             | Ukończył, nie punktował (w klasyfikacji generalnej, gdy nie zdobył co najmniej jednego punktu na przestrzeni sezonu)                      |
| Czerwony                                                              | Nie zakwalifikował się (NZ) |
| Czerwony                                                              | Nie prekwalifikował się (NPK) |
| Różowy                                                                | Nie ukończył (NU) |
| Różowy                                                                | Niesklasyfikowany (NS) (w klasyfikacji generalnej, gdy nie został sklasyfikowany w żadnym wyścigu sezonu)                                 |
| Czarny                                                                | Zdyskwalifikowany (DK) |
| Czarny                                                                | Wykluczony (WYK/EX) |
| Biały                                                                 | Nie wystartował (NW) |
| Biały                                                                 | Kontuzjowany (K/INJ) |
| Biały                                                                 | Wyścig odwołany (OD/C) |
| Bez koloru                                                            | Został wycofany (WYC/WD) |
| Bez koloru                                                            | Nie przybył (NP/DNA) |
| Bez koloru                                                            | Nie brał udziału w treningach (NT/DNP) |
| Bez koloru                                                            | Nie został zgłoszony (–) |
| Pogrubienie                                                           | Start z pole position |
| Kursywa                                                               | Najszybsze okrążenie wyścigu |
| †                                                                     | Nie ukończył, ale jego rezultat został zaliczony ze względu na przejechanie więcej niż 90% dystansu wyścigu.                              |
| *                                                                     | Sezon w trakcie |
| 1/2/3                                                                 | Punktowana pozycja w sprincie kwalifikacyjnym                                                                                             |
| Lista systemów punktacji Formuły 1                                    | |

| Sezon | Konstruktor | Kierowcy        | Wyniki w poszczególnych eliminacjach | Wyniki w poszczególnych eliminacjach | Wyniki w poszczególnych eliminacjach | Wyniki w poszczególnych eliminacjach | Wyniki w poszczególnych eliminacjach | Wyniki w poszczególnych eliminacjach | Wyniki w poszczególnych eliminacjach | Wyniki w poszczególnych eliminacjach | Wyniki w poszczególnych eliminacjach | Wyniki w poszczególnych eliminacjach | Wyniki w poszczególnych eliminacjach | Wyniki w poszczególnych eliminacjach | Wyniki w poszczególnych eliminacjach | Wyniki w poszczególnych eliminacjach | Wyniki w poszczególnych eliminacjach | Wyniki w poszczególnych eliminacjach | Wyniki w poszczególnych eliminacjach | Wyniki w poszczególnych eliminacjach | Wyniki w poszczególnych eliminacjach | Wyniki kierowców | Wyniki kierowców | Wyniki konstruktora | Wyniki konstruktora |
| Sezon | Konstruktor | Kierowcy        | AUS                                  | MYS                                  | CHN                                  | TUR                                  | ESP                                  | MCO                                  | CAN                                  | EUR                                  | GBR                                  | DEU                                  | HUN                                  | BEL                                  | ITA                                  | SGP                                  | JPN                                  | KOR                                  | IND                                  | ARE                                  | BRA                                  | Punkty           | Pozycja          | Punkty              | Pozycja             |
| ----- | ----------- | --------------- | ------------------------------------ | ------------------------------------ | ------------------------------------ | ------------------------------------ | ------------------------------------ | ------------------------------------ | ------------------------------------ | ------------------------------------ | ------------------------------------ | ------------------------------------ | ------------------------------------ | ------------------------------------ | ------------------------------------ | ------------------------------------ | ------------------------------------ | ------------------------------------ | ------------------------------------ | ------------------------------------ | ------------------------------------ | ---------------- | ---------------- | ------------------- | ------------------- |
| 2011  | Ferrari     | Fernando Alonso | 4                                    | 6                                    | 7                                    | 3                                    | 5                                    | 2                                    | NU                                   | 2                                    | 1                                    | 2                                    | 3                                    | 4                                    | 3                                    | 4                                    | 2                                    | 5                                    | 3                                    | 2                                    | 4                                    | 257              | 4                | 375                 | 3                   |
| 2011  | Ferrari     | Felipe Massa    | 7                                    | 5                                    | 6                                    | 11                                   | NU                                   | NU                                   | 6                                    | 5                                    | 5                                    | 5                                    | 6                                    | 8                                    | 6                                    | 9                                    | 7                                    | 6                                    | NU                                   | 5                                    | 5                                    | 118              | 6                | 375                 | 3                   |